# Józef Antoni Kamieński
Józef Antoni Kamieński (Kamiński) herbu Jastrzębiec (zm. w 1744/1746 roku) – cześnik urzędowski w 1739 roku, regent ziemski lubelski w latach 1733-1739.